# Surfin' U.S.A. (노래)
〈Surfin' U.S.A.〉는 브라이언 윌슨의 가사가 척 베리가 작곡한 〈Sweet Little Sixteen〉의 음악을 배경으로 한 곡이다. 마이크 러브도 가사에 기여했지만 인정받지 못했다. 이 곡은 비치 보이스에 의해 처음 녹음되었고 1963년 3월 4일에 싱글로 발매되었다가 그들의 음반 《Surfin' U.S.A.》의 타이틀곡으로 등장했다. 윌슨이 프로듀싱한 이 싱글은 《뮤직 벤더》 업계지의 차트에서 2위를 차지했으며(일년 내에 《레코드 월드》로 개명), 《빌보드》 및 《캐시박스》 차트에서 3위로 정점을 찍었고, 〈Shut Down〉으로 뒷받침되었다.

## 인증
| 국가                               | 인증 | 판매량/출하량 |
| ---------------------------------- | ---- | ------------- |
| 영국 (BPI) Beach Boys version      | 실버 | 200,000       |
| 판매량+스트리밍을 기반으로 한 인증 |      |               |